# کنگره دموکراتیک خلق‌ها
کنگرۀ دموکراتیک خلق‌ها (به ترکی: Halkların Demokratik Kongresi, HDK) اتحادی از چندین سازمان، حزب و جنبش سیاسی چپ‌گرا در کشور ترکیه است که با هدف از نو آفریدن بنیادی سیاست ترکیه و نمایندگی کردن افراد ستمدیده و استثمارشده و کسانی که با تبعیض قومی، مذهبی و جنسیتی مواجه‌اند تأسیس شده‌است. کنگرۀ دموکراتیک خلق‌ها ضدسرمایه‌داری است و در ۱۵ اکتبر ۲۰۱۱ تأسیس شده‌است. کنگرۀ دموکراتیک خلق‌ها کنفرانس‌های متعددی را سازمان داده و چندین کنگرۀ رسمی برگزار نموده‌است. کنگرۀ دموکراتیک خلق‌ها در سال ۲۰۱۲ حزب سیاسی جدیدی به نام حزب دموکراتیک خلق‌ها (هـ.د.پ) تأسیس کرد که به عنوان جناح سیاسی آن ایفای نقش می‌کند. اتحاد مشابهی از گروه‌های چپ نیز در سال ۲۰۱۴ با عنوان جنبش متحد ژوئن تأسیس شد.

## تأسیس
حزب صلح و دموکراسی (ب.د.پ) و چندین حزب کوچک‌تر دیگر در تدارک برای انتخابات سراسری ترکیه در سال ۲۰۱۱ نامزدهای مشترکی را به صورت مستقل تحت عنوان بلوک کار، دموکراسی و آزادی معرفی کردند. هدف آن‌چا عبور کردن از حد نصاب انتخاباتی بود که کسب ۱۰٪ آرا را توسط احزاب به منظور به دست آوردن کرسی نمایندگی در مجلس ملی کبیر ترکیه ضروری ساخته‌است. ۳۵ نفر از ۶۱ نامزد عضور این بلوک انتخاب شدند. این احزاب پس از انتخابات گرد هم جمع شده و به همراه چند گروه کوچک طرفدار حقوق دگرباشان جنسی و دیگران در سال ۲۰۱۱ کنگرۀ دموکراتیک خلق‌ها را تشکیل دادند که ارطغرل کورکچو و صباحت تونجل سخنگویان مشترک آن بودند.

## اهداف
کنگرۀ دموکراتیک خلق‌ها فراهم آوردن پلاتفرمی برای افراد ستمدیده و استثمارشده و همچنین اقلیت‌های مواجه با تبعیض قومی یا مذهبی را هدف خود قرار داده‌است. کنگره همچنین قویاً از حقوق زنان طرفداری می‌کند و به همین دلیل نظام ریاست مشترک را به اجرا گذاشته‌ات که در آن یک زن و یک مرد در کنار یکدیگر به عنوان سخنگوی کنگره منصوب می‌شوند. کنگره نمایندگی اقلیت کرد را به طور خاص را هدف خود قرار داده و از فقدان قانونگذاری حقوق اقلیت‌ها انتقاد می‌کند. علوی‌ها، ارمنی‌ها، آشوری‌ها، آذربایجانی‌ها، عرب‌ها، چرکسی‌ها، لازها، کولی‌ها و جامعۀ دگرباشان جنسی از دیگر اقلیت‌هایی هستند که کنگره نمایندگی می‌کند. کنگرۀ دموکراتیک خلق‌ها به شدت منتقد نظام سرمایه‌داری و استثمار کارگران است.
به لحاظ سیاسی کنگرۀ دموکراتیک خلق‌ها دارایش گرایش سوسیالیستی دموکراتیک است و خط سیاسی خود را توسط حزب دموکراتیک خلق‌ها نمایندگی می‌کند. همچنین حزب مناطق دموکراتیک (د.ب.پ) نیز که برای موقعیت‌های حاکمیت محلی در کردستان ترکیه هدف‌گذاری شده به کنگرۀ دموکراتیک خلق‌ها وابستگی دارد.

## مشارکت‌کنندگان
اعضا و مشارکت‌کنندگان در کنگرۀ دموکراتیک خلق‌ها به شرح زیر هستند:
- ابتکار عملی ۷۸ی‌ها
- کنفدراسیون اتحادیه‌های تجاری انقلابی ترکیه
  - جام سرامیک ایش
  - اتحادیه کارگران صنایع غذایی ترکیه (گیدا-ایش)
  - لیمتر ایش
  - اتحادیه کارگران نساجی
- جنبش دموکراسی و آزادی (DÖH)
- جنبش دموکراتیک زنان آزاد (DÖKH)
- جنبش دموکراتیک پوماک
- حزب مناطق دموکراتیک (DBP)
- جنبش ازاد دموکراتیک علوی
- گروه کنش جهانی (KEG)
- حزب چپ سبز
- هوی ال‌جی‌بی‌تی‌آی
- ال‌جی‌بی‌تی‌تی استانبول
- کالدیراچ (اهرم)
- انجمن همبستگی و پژوهش‌های فرهنگی لزبین و گی کاوس (KAOS GL)
- حزب کار (EMEP)
- گرایش مارکسیستی
- هیئت حفاظت از مونزور
- بیداری نو
- پارتیزان
- انجمن زنان رنگین‌کمانی
- حزب کارگران انقلابی سوسیالیست (DSİP)
- ابتکار عمل حزب آزادی اجتماعی (TÖPG)
- حزب دموکراسی سوسیالیستی (SDP)
- حزب سوسیالیست ستمدیدگان (ESP)
- جزب بازبنیانگذاری سوسیالیستی (SYKP)
- پلاتفرم همبستگی سوسیالیستی (SODAP)
- همبستگی با خلق فلسطین (FHDD)
- تئوری پولیتیکا
- تئوری و جامعه: مطالعات کردی
- کل دهکدۀ تو
- حقیقت ترکیه
- صدای کار

همچنین آلترناتیو سوسیالیستی نیز اگرچه در کنگره عضویت ندارد، اما پستیبانی وسیعی از آن به انجام می‌رساند.

### اعضای ناظر
- فدراسیون انجمن‌های سوسیالیستی (SMF)[۲]